# Беларра, Ионе
Ионе Беларра Уртеага (исп. Ione Belarra Urteaga, род. 25 сентября 1987, Памплона) — испанский психолог, политический и государственный деятель. Лидер партии «Подемос» с 13 июня 2021 года. В прошлом — министр по социальным правам и повестке 2030 (2021—2023), государственный секретарь по повестке 2030 (2020—2021), член Конгресса депутатов Испании с 13 января 2016 года.

## Биография
Родилась 25 сентября 1987 года в городе Памплона.
Училась в Мадридском автономном университете, получила степень психолога, степень магистра педагогической психологии и второй год докторантуры в области образования, развития и обучения.
Работала в испанском Красном Кресте, Испанской комиссии по помощи беженцам (CEAR), в министерстве образования, культуры и спорта (MECD), Мадридском автономном университете, SOS Racismo.
В ноябре 2014 года избрана членом государственного гражданского совета партии «Подемос».

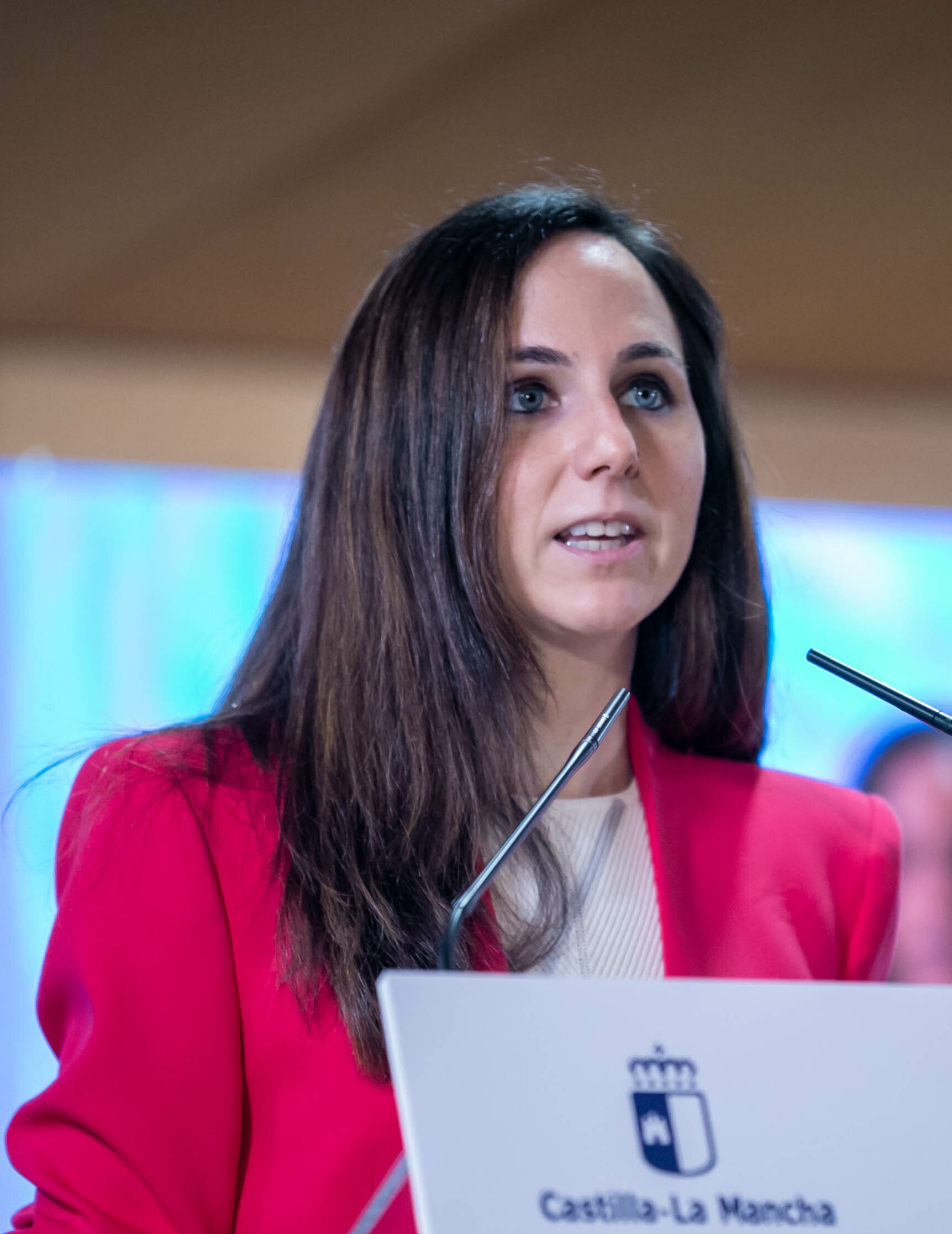
Беларра в 2021 году

По итогам парламентских выборов 20 декабря 2015 года впервые избрана членом Конгресса депутатов Испании в избирательном округе Наварра, была членом XI, XII, XIII и XIV составов. Член Комиссии по международному сотрудничеству в целях развития с 2 июля 2020 года.
15 января 2020 года назначена государственным секретарём по повестке 2030 в министерстве по социальным правам и повестке 2030 во втором кабинете Санчеса.
31 марта 2021 года получила портфель министра по социальным правам и повестке 2030, сменила Пабло Иглесиаса, который покинул правительство для участия в выборах в Ассамблею Мадрида. Правительство ушло в отставку 21 ноября 2023 года.
22 мая 2021 года выдвинула свою кандидатуру на выборах лидера партии, после отставки Пабло Иглесиаса. 13 июня на партийном съезде избрана лидером партии «Подемос», получила 45 753 из 53 443 голосов.